# 石板巷陈家厅
石板巷陈家厅位于中国浙江省金华市武义县城区熟溪街道石板巷17号、石板巷与横街交叉口东北，建于清代，由前厅、后堂、两侧厢房和四周附房组成，2014年后堂及部分附房曾在火灾中受损。